# Tin Drum
Tin Drum är det femte och sista studioalbumet med den brittiska gruppen Japan, utgivet 1981. Musikaliskt är det en blandning av ett elektroniskt sound och traditionella instrument med starka influenser från österländsk musik, vilket inte minst är märkbart i singelhiten Visions of China. Albumets största hit blev dock Ghosts som nådde en femteplats på brittiska singellistan. Tin Drum blev gruppens mest kommersiellt framgångsrika studioalbum med en tolfteplats på den brittiska albumlistan.

## Låtlista
Sida A
1. "The Art of Parties" (Re-recorded version) – 4:09
2. "Talking Drum" – 3:34
3. "Ghosts" – 4:33
4. "Canton" (Jansen/Sylvian)– 5:30

Sida B
1. "Still Life in Mobile Homes" – 5:32
2. "Visions of China" (Jansen/Sylvian) – 3:37
3. "Sons of Pioneers" (Karn/Sylvian) – 7:07
4. "Cantonese Boy" – 3:44

Alla låtar komponerade av David Sylvian (utom A4, B2, B3)
Bonus EP med CD-återutgåvan 2004
1. "The Art of Parties (Single Version)"
2. "Life Without Buildings"
3. "The Art of Parties (Live)"
4. "Ghosts (Single Version)"

## Medverkande
Japan
- David Sylvian - sång, gitarr, keyboards & keyboard-programmering, tapes
- Steve Jansen - trummor, akustisk, elektronisk & keyboard-percussion
- Richard Barbieri - keyboards & keyboard-programmering, tapes
- Mick Karn - basgitarr, flöjt, dida

Övriga medverkande
- Yuka Fuji - körsång
- Simon House - violin